# جورج وليام دمدم
جورج وليام دمدم (بالإنجليزية: George William Crump) (و. 1786 – 1848 م) هو سياسي، وطبيب من الولايات المتحدة الأمريكية ولد في مقاطعة باوهاتن.
وهو عضو في الحزب الديمقراطي الأمريكي .

## التعليم
تعلم في جامعة برنستون، وجامعة بنسلفانيا.